# John R. Brooke

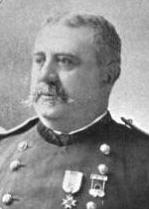
General Brooke

John Rutter (oder Ruller) Brooke (* 21. Juli 1838 in Philadelphia, Pennsylvania; † 5. September 1926 ebenda) war ein Generalmajor der United States Army sowohl im Sezessionskrieg als auch im Spanisch-Amerikanischen Krieg. Er diente als militärischer Gouverneur von Puerto Rico und Kuba.
Brooke absolvierte seine Ausbildung in Collegeville und West Chester, zwei Vororten von Philadelphia. Seine militärische Karriere begann 1861 mit dem Eintritt in die 4. Infanterie von Pennsylvania im Rang eines Hauptmannes. Kurz darauf stieg er zum Oberst der 53. Infanterie auf und diente 1862 beim Halbinsel-Feldzug.
Im September desselben Jahres kommandierte er während der Schlacht von Antietam vorübergehend eine Brigade. Im Mai 1863 übernahm er das Kommando der Brigade der ersten Division des Korps II in der Schlacht bei Chancellorsville und in Gettysburg.
Am 2. Juli 1863, dem zweiten Tag der Schlacht von Gettysburg, befand sich Brooke mitten im Kampf, als James Longstreet, der Generalleutnant der Konföderierten, südlich von Gettysburg seinen Angriff gegen die Reihen der Unionsarmee startete. Als Verstärkung für Winfield Scott Hancock begann Brooke mit seiner Brigade einen begrenzten Gegenangriff gegen die Konföderierten im Wheatfield. Obwohl er selbst schwer verwundet wurde, konnten seine Leute die Konföderierten vorübergehend stoppen und die Reihen der Union lang genug stabilisieren, um einen Durchbruch zu verhindern.
Nach seiner Genesung kämpfte Brooke im Überland-Feldzug mit der Schlacht bei Spotsylvania Court House und vielen anderen Schlachten. Am 12. Mai 1864 wurde er zum Brigadier der Freiwilligenarmee befördert. In der Schlacht von Cold Harbor im Juni verletzte er sich erneut schwer. Später stieg er zum Generalmajor der Freiwilligenarmee auf.
1866 nahm er einen Auftrag als Oberstleutnant der 37. US-Infanterie der Regular Army an. Drei Jahre später diente er als Oberst der 13. US-Infanterie an mehreren Fronten. 1888 kommandierte er als Brigadier das Departement of the Platte und 1890 begann der Geistertanz. General Nelson Appleton Miles schickte ihn mit der 7. US-Kavallerie nach Wounded Knee.
1897 wurde er Generalmajor und kommandierte während des Spanisch-Amerikanischen Krieges das erste Korps der Army. Er landete mit General Hains in Arroyo in Puerto Rico und erreichte Guayama, als der Waffenstillstand unterzeichnet wurde. Als Miles die Insel verließ, wurde Brooke Militärgouverneur und Leiter der Besatzungsarmee in der Militärregierung der USA. Am 6. Dezember wurde Brooke durch General Guy Vernon Henry ersetzt und sieben Tage später übernahm er den gleichen Posten auf Kuba.
Am 21. Juli 1902 zog er sich nach Philadelphia zurück, wo er den Rest seines Lebens verbrachte. Nach seinem Tod 1926 wurde er auf dem Nationalfriedhof Arlington bestattet.